# Heiliggeistspital (Freising)

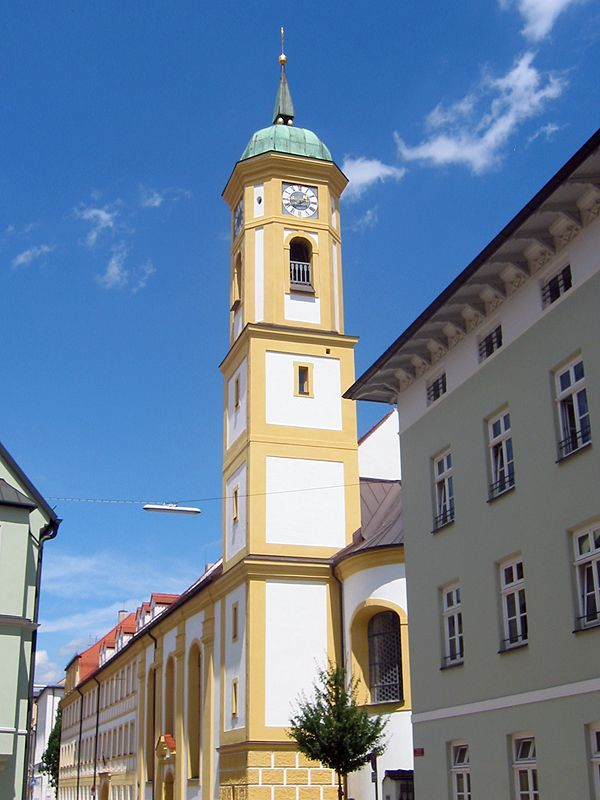
Westflügel des Heilig-Geist-Spitals mit Kirche

Das Heiliggeistspital ist eine der Altenpflege dienende Einrichtung in Freising. Träger des Unternehmens ist die Heiliggeistspital-Stiftung.

## Von der Gründung bis zum Dreißigjährigen Krieg
Das Spital geht auf Conrad Gaymann († 1376) zurück. Der Chorherr in St. Andrä und Domherr in Freising bestimmte in seinem Testament von 1374, vermutlich unter dem Eindruck der Pestepidemie, dass sein gesamter Nachlass zur Errichtung einer Behausung für arme, notdürftige und kranke Menschen zu verwenden sei. Das erste Stiftsgebäude war, archäologischen Funden nach, ein zweischiffiges Saalgebäude in der Nähe der Moosach im Osten der Altstadt und wurde vermutlich schon 1378 fertiggestellt. Im Jahr 1380 fertigte Bischof Leopold von Sturmberg die Stiftungsurkunde aus, die festlegte, dass der Domdekan die Verwaltung führen und die Pfarrei St. Georg für die Seelsorge zuständig sein sollte. Zum Spital gehörte auch eine geostete einschiffige Kapelle mit einem Turm an der Nordseite.
Das Stift finanzierte sich durch Geld oder Eigentum das Geistliche und auch Laien dem Stift vermachten. So stifteten die Münchner Patrizierfamilien Kopffenperger und Kolb im Jahr 1416 eine beträchtliche Summe für eine tägliche Messe. Heute erinnert eine wieder freigelegte Inschrift von 1750 am Chorbogen an diese Spende. Die Kirche wurde 1489 umgebaut und unter Bischof Ernst von Bayern 1607 nochmals renoviert.

Fassade des Heiliggeistspitals

## Neubau nach dem Dreißigjährigen Krieg
Unter dem Dreißigjährigen Krieg (1618–1648) hatte auch das Spital zu leiden. Bischof Veit Adam von Gepeckh sah sich am 18. April 1642 sogar gezwungen die Gläubigen zu Spenden aufzurufen und dafür einen 40-tägigen Ablass zu gewähren. Das Gebäude musste nach dem Krieg neu errichtet werden. Die Grundsteinlegung des vermutlich von Antonio Riva entworfenen Baus fand am 3. Mai 1686 statt. Der Bau des 1688 fertiggestellten Gebäudes wurde mit Hilfe des Vermögens des Domdekans Christian Graf von Königsfeld finanziert, der deshalb als zweiter Gründer der Einrichtung gilt. Es entstand ein dreistöckiger Bau aus vier Flügeln, die einen Innenhof umgeben, mit einer neuen Kirche im Westflügel die 1697 von Bischof Johann Franz Eckher von Kapfing und Liechteneck geweiht wurde. (→ Heiliggeistkirche)
Im Jahr 1702 wurde die Hausordnung von 1450 erneuert. Neben den Regeln zum Zusammenleben und geistlichen Vorschriften enthielt diese auch eine Verfügung für die Bewohner des Hauses. Diese verpflichtete den Bewohner von dem Vermögen, das er zum Zeitpunkt seines Todes besitzt 3/4 dem Stift zu überlassen. Diese Regelung wurde später fallen gelassen und die Bewohner nur angehalten das Spital nicht zu vergessen.

## Nach der Säkularisation
Nach der Säkularisation ging das Heiliggeistspital auf das Kurfürstentum Bayern über, die es dem Armenfonds der Stadt Freising zuwies. Dieser Fonds finanzierte auch das Waisen-, Armen- und Krankenhaus der Stadt und so wurden auch Patienten des Krankenhauses in das Spital verlegt. Die dadurch entstandenen Missstände (u. a. Verkommen der geistlichen Hausordnung) wurden beschlossen das Spital wieder in seinen ursprünglichen Status zurückzuführen. Auf diese königliche Entschließung vom 2. August 1853 hin wurden die Fonds der einzelnen Häuser im Jahr 1855 wieder getrennt. Seitdem ist die Heiliggeistspital-Stiftung Freising der Träger der Einrichtung.
Neben dem ursprünglichen Gebäude in der Altstadt von Freising mit 88 Plätzen gehören heute auch noch die zwei Häuser des „Seniorenzentrums Freising“ (⊙) mit 198 Plätzen zur Stiftung. Zur Stiftung gehören auch mehrere Wohnanlagen für betreutes Wohnen (⊙ ⊙ ⊙) sowie ein mobiler Pflegedienst und ein Menüservice. Das Spital wurde von 1988 bis 1991 grundsaniert.

## Heiliggeistkirche

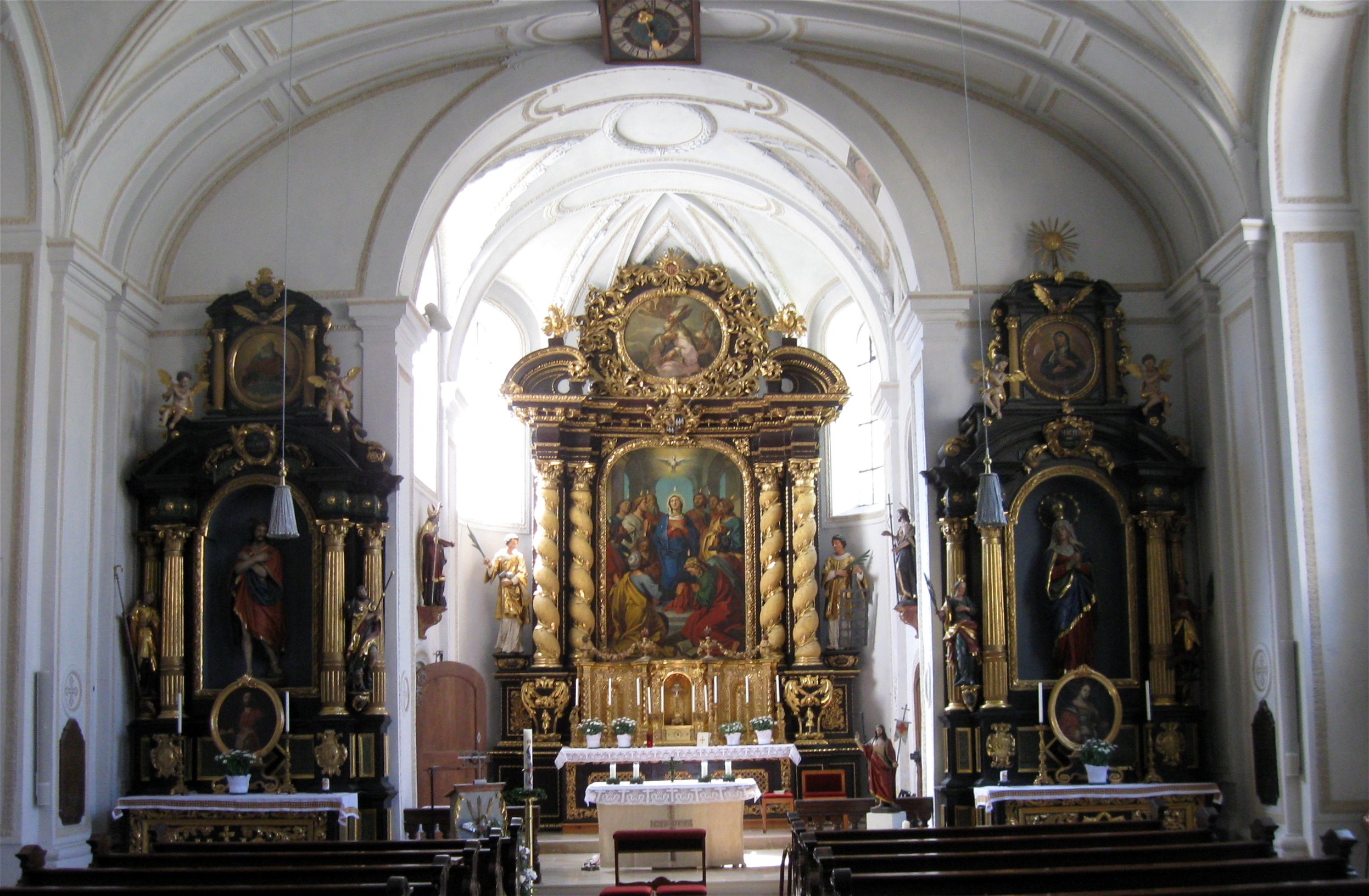
Innenraum der Kirche mit den Altären

Die einschiffige Kirche liegt im südlichen Teil des Westflügels. Die Außenwand zur Straße hin (Heiliggeistgasse) ist durch vier Pilaster gegliedert und über dem Haupteingang findet sich ein Sprenggiebel. Die Decke des Innenraums wird von Wandpfeilern gestützt, auf denen ein Tonnengewölbe liegt. Eine Besonderheit waren die Fenster in Richtung Norden und Osten durch die gebrechliche Bewohner die Gottesdienste in den Krankensälen verfolgen konnten.
Das Hochaltarretabel stammt aus dem Jahr 1697. Über dem Altarbild erinnert ein Wappen an den Stifter Johann Franz Eckher von Kapfing und Liechteneck. Die Seitenaltäre stammen aus der Zeit um 1720. Die Orgel wurde 2007 von dem tschechischen Orgelbauer Vladimir Šlajch im Stil einer süddeutschen Barockorgel erbaut. Ihre elf Register verteilen sich auf ein Manual und Pedal. Der Kirchturm hat eine Haube aus Kupferblech. Im Glockenstuhl sind zwei Glocken, von 1577 und 1685. In der Kirche liegt auch das Grab von Christian Graf von Königsfeld († 1713). Die Heilig-Geist-Kirche wurde in den Jahren 2001–2004 renoviert.